# Municipio de Bloomfield (Indiana)
El municipio de Bloomfield (en inglés, Bloomfield Township) es una subdivisión administrativa del condado de LaGrange, Indiana, Estados Unidos. Según el censo de 2020, tiene una población de 5746 habitantes.

## Geografía
Está ubicado en las coordenadas 41°39′40″N 85°21′42″O / 41.66111, -85.36167. Según la Oficina del Censo de los Estados Unidos, el municipio tiene una superficie total de 92.85 km², de la cual 92.16 km² corresponden a tierra firme y 0.69 km² es agua.

## Demografía
Según el censo de 2020, hay 5746 personas residiendo en la zona. La densidad de población es de 59.42 hab./km². El 87.17 % son blancos, el 0.44 % son afroamericanos, el 0.19 % son amerindios, el 0.21 % son asiáticos, el 0.02% es isleño del Pacífico, el 5.36 % son de otras razas y el 6.61 % son de una mezcla de razas. Del total de la población, el 11.71 % son hispanos o latinos de cualquier raza.